# Haus Fürth
Das Haus Fürth im Korschenbroicher Stadtteil Liedberg im Rhein-Kreis Neuss (Nordrhein-Westfalen) ist die einzige erhalten gebliebene Wasserburg des Rheinlands in Fachwerkbauweise.

## Geschichte
Die mit Wassergräben geschützte Anlage aus Herrenhaus und Vorburg stammt aus dem 15. Jahrhundert. Sie ist aus einem befestigen Wohnhaus hervorgegangen und wurde im Laufe der Jahrhunderte mehrfach erweitert und ergänzt. Eine Sanierung fand von 1958 bis 1964 statt.
Haus Fürth gehört den Grafen Spee. Es befindet sich in Privatbesitz und wird bewohnt.

## Denkmalbeschreibung
Das Gebäude wurde unter Nr. 090 am 23. Januar 1987 in die Liste der Baudenkmäler in Korschenbroich eingetragen.
Die ehemalige Wasserburg „Haus Fürth“ aus dem 16. Jahrhundert besteht aus dem Herrenhaus und den dazugehörigen Wirtschaftstrakten.
Das zweigeschossige Herrenhaus steht auf kreuzförmigem Grundriss. Die Flügel der Grabenseite sind in Fachwerk ausgeführt und besitzen abgewalmte Satteldächer. Bei dem Herrenhaus handelt es sich um den ältesten Gebäudeteil (16. Jahrhundert). Auf dem Gelände der ehemaligen Vorburg im Südosten des Herrenhauses liegen die Wirtschaftsgebäude aus dem 19. Jahrhundert, datiert im Torkeilstein mit der Jahreszahl 1833. Es handelt sich hier um eine klassische dreiflügelige Gutshofanlage bestehend aus Getreidescheune, Wirtschaftsscheune und Viehstall, die als schlichte Zweckbauten in Backstein aufgeführt wurden. Der Viehstall wurde 1960 modernisiert, einhergehend mit Veränderungen vor allem an der hofseitigen Fassade, die aber der Anlage keinen Abbruch tun.
Ebenfalls Bestandteil der Hofanlage ist die zentrale, überdachte Dungstätte als typisches Merkmal der geschlossenen Gutshofanlage. Im Südosten schließt sich noch eine ältere Fachwerkscheune in stumpfem Winkel an die Querscheune an (tlw. ehem. Gesindehaus). Die ehem. Scheune und der Schweinestall sind teilweise zu Wohnzwecken umgebaut worden.
Das Torhaus im Nordwesten der Anlage, auf den Grundmauern der ehemaligen Vorburg errichtet, besitzt im Mittelgiebel ein Allianzwappen aus Sandstein (Mirbach/Thun) mit der Jahreszahl 1895.
Haus Fürth ist die letzte in Fachwerkbauweise aufgeführte Wasserburg des Rheinlandes. Das Herrenhaus wurde auf kreuzförmigem Grundriss errichtet. Die um die Erbauungszeit zeitgemäßen Treppengiebel sind heute noch erhalten.
Der Fachwerkbau wurde auf massiven Sockeln aus Liedberger Sandstein errichtet. Die Anlage „Haus Fürth“ lässt noch das alte Bauprinzip der Zweiteiligkeit erkennen. Dem Herrenhaus im Nordosten schließt sich nach Südwesten das Gelände der Vorburg an, die einen großen Wirtschaftshof aufweist.
Der heutige Wirtschaftshof ist für die Gesamtanlage von entscheidender Bedeutung, da er Typ und Ort der alten Vorburg weiterführt und somit die Zweiteiligkeit der Wasserburg „Fürth“ weiterhin veranschaulicht. Beide Teile der Burg werden von einem gemeinsamen Wassergraben von unregelmäßiger trapezähnlicher Form umgeben.
Die gesamte Anlage „Haus Fürth“, bestehend aus dem Herrenhaus und den Wirtschaftsgebäuden, ist bedeutend im Sinne des § 2 Absatz 1 Denkmalschutzgesetz NRW. Für seine Erhaltung und Nutzung liegen siedlungsgeschichtliche, architekturgeschichtliche und wissenschaftliche Gründe vor.
Als ehemaliges Ritterlehen Liedbergs hat „Haus Fürth“ auch eine große heimatgeschichtliche Bedeutung.